# George Ainsworth
Pour les articles homonymes, voir Ainsworth.
George Frederick Ainsworth (né le 20 juin 1878 à Lambton et mort le 11 octobre 1950 à Camperdown) est un météorologue, fonctionnaire et homme d'affaires australien.
Il a notamment dirigé l'une des composantes de l'expédition antarctique australasienne de 1911-1914, sur l'île Macquarie.

## Liens
- Ressource relative aux beaux-arts :   - Te Papa Tongarewa
- Notice dans un dictionnaire ou une encyclopédie généraliste :   - Australian Dictionary of Biography